# ライフ・オブ・デビッド・ゲイル
『ライフ・オブ・デビッド・ゲイル』（The Life of David Gale）は、2003年のアメリカ映画。冤罪や死刑制度について問う、サスペンス・ドラマ。

## ストーリー
死刑廃止論者である元大学教授のデビッド・ゲイルが、元同僚の女性コンスタンスをレイプ・殺害した容疑で死刑宣告を受ける。
彼は自らの手記を綴るため、女性新聞記者ビッツィーを呼び寄せる。
ゲイルの話を聞くうちに、ビッツィーは彼は冤罪ではないかと考え始めた。

## キャスト
※括弧内は日本語吹替
- デビッド・ゲイル - ケヴィン・スペイシー（宮本充）
- ビッツィー・ブルーム - ケイト・ウィンスレット（高橋理恵子）
- コンスタンス・ハラウェイ - ローラ・リニー（山像かおり）
- ザック - ガブリエル・マン（川本克彦）
- ダスティ・ライト - マット・クレイヴン（伊藤和晃）
- ブラクストン・ベリュー弁護士 - レオン・リッピー（池田勝）
- デューク・グローヴァー - ジム・ビーヴァー
- ベルリン - ローナ・ミトラ